# Пермикин, Борис Сергеевич
Борис Сергеевич Пермикин (1890—1971), в некоторых документах эпохи Перемыкин — военный деятель Белого движения.

## Биография
Родился 4 (16) апреля 1890 г. (крещен 11 (23) апреля) в Рождественском заводе (ныне село Ножовка Пермского края) в семье потомственного дворянина Петербурга Сергея Григорьевича Пермикина и его жены Пелагеи Ефимовны (Рождественский завод принадлежал семье Пермикиных). В 1907 году поступил в Санкт-петербургский университет.

### Служба в Русской императорской армии
Не окончив Санкт-Петербургский университет, Борис Сергеевич ушёл добровольцем на Балканскую войну. Участник Первой мировой войны: добровольцем — вольноопределяющимся зачислен в 9-й Бугский уланский полк в 3-й армии; отличился в бою под Перемышлем. 12 января 1915 года произведен в прапорщики, в июне 1916 года — в поручики. С 1917 года. — штаб-ротмистр, командир пулеметной команды полка.

### Гражданская война
В 1917—1918 годах находился в Петрограде, вступил в полк Булак-Балаховича, который воевал на стороне большевиков против немцев в Лужском и Гдовском уездах. 26 октября 1918 — в составе полка Балаховича перешёл в Пскове на сторону войск Псковского добровольческого корпуса генерала Вандама.

### История создания Талабского батальона
Началом основания своего отряда (батальона) Пермикин считал осень 1918 года.
В октябре 1917 года на Талабских островах в Псковском озере был организован волостной совет рыбацких депутатов и красногвардейский военный отряд, комиссаром которого был О. И. Харев. Рыбацкий совет работал сплоченно: национализировал продукты и орудия лова. Обстановка на островах стала обостряться. Не хватало хлеба и соли — грозил голод. В 1918 году в Пскове в это время стоял отряд Булак-Балаховича, только что перешедший на сторону белых. В Псков пробралась делегация талабских рыбаков, и они рассказали, что красные чинят там полный произвол, реквизировали всю рыбу, обещая за это хлеба. Но хлеб не приходил, и рыбаки начали голодать. Прослышав о существовании в Пскове белых, рыбаки просили их помочь им завладеть островами.
В отряде Балаховича было два брата, оба — ротмистры Пермикины. Среди них — Борис Сергеевич, которому было поручено помочь талабским рыбакам. Собрав 17 добровольцев и два пулемёта «Максим», сели они на небольшой пароход, который стоял на реке Великой, а также взяли три лодки на буксир. 20 октября 1918 года, воспользовавшись туманом, отряд Пермикина с подошёл к островам и «без шума» забрали в плен двоих спавших комиссаров. К главному талабскому острову ротмистр Пермикин с 12 офицерами и одним рыбаком высадились незамеченными напротив сельского правления, где спали полсотни красноармейцев. Обстреляв здание из пулемётов, белые убили двух человек, остальных взяли в плен. Растерявшиеся красноармейцы сопротивления не оказали. Большинство пленных вступило в отряд Пермикина.
Ночь прошла спокойно. Утром Пермикин приказал бить в колокол и объявить мобилизацию всех мужчин от 18 до 40 лет. Мобилизованных собрали на площади и сразу же разбили по ротам и взводам, а во главе встали офицеры из отряда Пермикина. Пароход с Пермикиным вернулся обратно во Псков, ротмистр сразу организовал снабжение талабчан провиантом, а также доставил им оружие на остров.

### Участие в боевых действиях в составе Северо-Западной армии
С ноября 1918 года Пермикин со своим батальоном находился в Эстонии. В начале 1919 года был произведен в подполковники, в мае 1919 — со своим полком участвовал в первом походе на Петроград. 30 мая 1919 года командующий Северо-Западной Армией Александр Павлович Родзянко произвел Пермикина в полковники. 13 мая 1919 года Северо-Западная армия генерала Родзянко прорвала фронт 7-й армии красных и прорвалась к Гатчине, однако уже 22 июня бойцы Северо-Западной армии были остановлены красными. Положение армии Родзянко ухудшилось. Армия в боях выдохлась и отступила к берегам реки Наровы.
В августе-сентябре 1919 года в Северо-Западной Армии шло переформирование полков. Стрелковый корпус генерала графа Палена стал состоять из трех дивизий. Во 2-ю дивизию генерал-майора Ярославцева входили 4 полка, среди них и Талабский, в нём было 1000 солдат.
10 октября (28 сентября) 1919 года неожиданно для большевиков Юденич перешел в наступление. Стоявшие против него части двух красных армий были разбиты и разбросаны в разные стороны: 7-ю отшвырнули на северо-восток, 15-ю на юго-восток. В числе других полков 2-й дивизии генерала Ярославцева Талабский полк форсировал Лугу и стремительно двинулся по направлению к Ямбургу. Скорость наступления по тем временам была очень высокой — 25-30 километров в сутки. Части 7-й красной армии начали отступление по всему фронту. Попытка их закрепиться в Волосово им не удалась — днем 12 октября Талабский полк сходу занял эту станцию. 14-го талабцы вместе с Островским и Семеновским полками взяли Елизаветино, а 16 октября при поддержке полков 3-й дивизии генерала Ветренко Талабский полк первым подошел к окраине Гатчины. В ночь на 17-е полк подавил сопротивление красных бойцов на Варшавском вокзале, захватив 5 паровозов, 200 вагонов с военным имуществом, и маршем вошел в город.
На следующий день Пермикину было присвоено звание генерал-майора за успешное освобождение Гатчины.
Белая Северо-Западная армия была рядом с окраинами Петрограда. Остановив бегущие части 7-й красной армии, Троцкий спешно подтягивал резервы. Красные солдаты сдавались и переходили к белым сотнями, надежные бойцы вливались в состав белых полков и отлично дрались в их рядах.
Красные войска 22 октября 1919 года начали массовое наступление. Ими на следующий день было отбито Красное Село, 3 ноября шли бои за Гатчину. Генерал Пермикин последним, после всех покидает Гатчину со своим полком. За один месяц полк потерял 250 человек. Бойцы армии Юденича отступают к Ямбургу с большими потерями. Красные полки Башкирской бригады наступают на Ямбург. Первым из них ворвался в город 15-й стрелковый полк. В ожесточенном штыковом бою были почти уничтожены два полка белых, среди них и Талабский, кроме этого было захвачено и знамя этого полка.

### Конец Талабского полка
Пермикин с остатками полка (около 200 человек) бежал в сторону Нарвы. Ожесточенные бои шли под Нарвой, которые переходили в рукопашную схватку. Под численным превосходством красных белые оказались прижатыми к эстонской границе. Эстонцы же, пойдя на переговоры с большевиками и получив в итоге от большевистского правительства Ивангород, Печоры и контрибуцию в 15 миллионов рублей золотом, предали своих недавних союзников и не пропустили оставшихся в живых солдат и офицеров Талабского полка на свою территорию, через Нарву.
Небольшая группа, 50-70 человек больных, измотавшихся войной солдат, двинулась по правому берегу реки Нарвы к деревне Скамья. В Скамье они перешли по льду на эстонский берег в деревню Сыренец (Васкнарва). Стоял декабрь. Но эстонцы отправили талабцев обратно на правый берег. Обезоруженные, прижатые к воде воины-талабцы оказались под перекрестным огнём эстонских и красноармейских пулеметов.
Александр Иванович Куприн, бывший в свое время редактором армейской газеты «Приневский край» в Северо-Западной армии, в повести «Купол св. Исаакия Далматского» писал: «Талабский полк покидает Гатчину после всех. Он обеспечивает мелкими, но частыми арьергардными атаками отступление армии и великого множества беженцев из питерских пригородов. Наступает зима. У Нарвы русские полки не пропускаются за проволочное ограждение эстонцами. Люди кучами замерзают в эту ночь. Потом Нарва, Ревель и бараки, заваленные русскими воинами, умирающими от тифов. В бараках солдаты служили офицерам и офицеры солдатам. Но это уже не моя тема. Я только склоняю почтительно голову перед героями всех добровольческих армий и отрядов, полагавших бескорыстно и самоотверженно душу свою за други своя».
Количество оставшихся в живых солдат полка неизвестно. По всей вероятности, не более 15-20 человек, которые после Гражданской войны жили в Западной Европе и Эстонии.

### Жизнь в эмиграции
Борис Сергеевич Пермикин с декабря 1919 года находился в Эстонии, затем перебрался в 1920 году в Польшу. С августа 1920 года Пермикин — командующий 3-й Русской Армией в чине генерал-лейтенанта — воюет с большевиками.
С сентября 1920 года уполномочен Министерством военных дел Польши вести антибольшевистскую пропаганду среди советских пленных в качестве сотрудника Русского Политического Комитета и вести набор в русские добровольческие части под своим командованием.
В конце 1920 года после фактического прекращения интенсивных боевых действий советско-польской войны корпус Пермикина был интернирован польскими властями в лагерь Щипёрно.
После заключения Польшей мира с Советской Россией Пермикин остается в Польше.
Во время Великой Отечественной войны также находится на территории Польши, в конце войны находится в резерве РОА. Старший преподаватель тактики 1-й офицерской школы Вооруженных Сил Народов России. В конце боевых действий в составе Зальцбургской группы Вооруженных Сил Комитета освобождения народов России генерал-майора А. В. Туркула. После войны перебрался в Австрию. Умер 11 марта 1971 года в Зальцбурге.

## Расстрел красными пленных солдат Северо-Западной армии у Ямбурга
По свидетельству старых ямбуржцев, расстрел пленных произошел на северной окраине города в районе старого кладбища. Ямбуржцы подтверждают этот факт и указывают на находившуюся (в ноябре 1919 г.) братскую могилу пленных солдат, справа от входа в кладбищенский храм Иконы Божией Матери «Всех Скорбящих Радосте». В первые же годы после окончательного установления в крае Советской власти эта могила была уничтожена.

## Отношение к войне
Генерал Пермикин говорил своим солдатам: «Война не страшна ни мне, ни вам. Ужасно то, что братьям довелось убивать братьев. Чем скорее мы покончим с этой войной, тем меньше жертв. Жителей не обижать, а пленному — первый кусок хлеба. Для большевиков всякий солдат, свой или чужой — ходячее пушечное мясо! Для нас он, прежде всего, человек, брат и русский!»